# Efraim V. Ernström
Efraim Vilhelm Ernström, född 19 april 1885 i Hedemora, död 1976 i Kristinehamn, var rektor vid Kristinehamns högre allmänna läroverk under åren 1932–1950. 

## Biografi

### Utbildning
E.V. Ernström avlade studentexamen i Västerås 1905 och fortsatte med naturvetenskapliga studier vid Uppsala universitet resulterande i filosofie kandidatexamen 1910. Under 1920-talet fortsatte han med medicinskt-kemiskt forskningsarbete vid Stockholms högskola, vilket resulterade i filosofie licentiatexamen 1924 och disputation för doktorsgraden 1930. Avhandlingen var en kemisk studie av kolhydratspjälkande amylaser.

### Yrkesliv
E.V. Ernström arbetade som läroverksadjunkt i Hudiksvall, Karlstad och Stockholm under åren 1912–1931, innan han blev förordnad som rektor i Kristinehamn. Förutom att vara pedagog ville han främja elevernas friluftsintressen. Han tillhörde pionjärerna som organiserade Skolungdomens allmänna fjällfärd. Redan vid Katarina realskola i Stockholm på 1920-talet var han ledare för dessa resor och fortsatte under tiden i Kristinehamn, och även flera år efter pensioneringen. Han var aktiv i Svenska Turistföreningen och i Skid- och friluftsfrämjandet och var ordförande i Främjandets lokalförening i Kristinehamn. Som pensionär blev han anlitad av Skolöverstyrelsen som ambulerande censor vid studentexamen under åren 1950–1957.
E.V. Ernström var mycket aktiv i Svenska Frimurare Orden och hög ämbetsman (Ordförande Mästare) i St Andreaslogen Carl August i Karlstad. Han grundade också en filial i Kristinehamn, Brödraföreningen Fraternitas. Han var även rotarian och frekvent föreläsare i Kristinehamns rotaryklubb.

### Familj
Föräldrarna var folkskolläraren vid Melby skola i Tillinge Per Vilhelm Ernström och Vilhelmina Vieweg. E.V. Ernström var gift med Greta Ström. De hade två barn.

## Utmärkelser
- Finska minnesmedaljen Pro benignitate humana
- Nordstjärneorden, RNO
- Skidfrämjandets förtjänstmedalj
- Svenska Turistföreningens förtjänstmedalj